# 斯卡杜县

所在位置

斯卡杜县是巴基斯坦吉尔吉特-巴尔蒂斯坦北部的一个县。西邻阿斯多县，北邻吉尔吉特县，东北临中国，东邻冈切县，南邻印度。县治位于斯卡杜。

## 行政区划
斯卡杜县分为4个乡。